# Thibarine

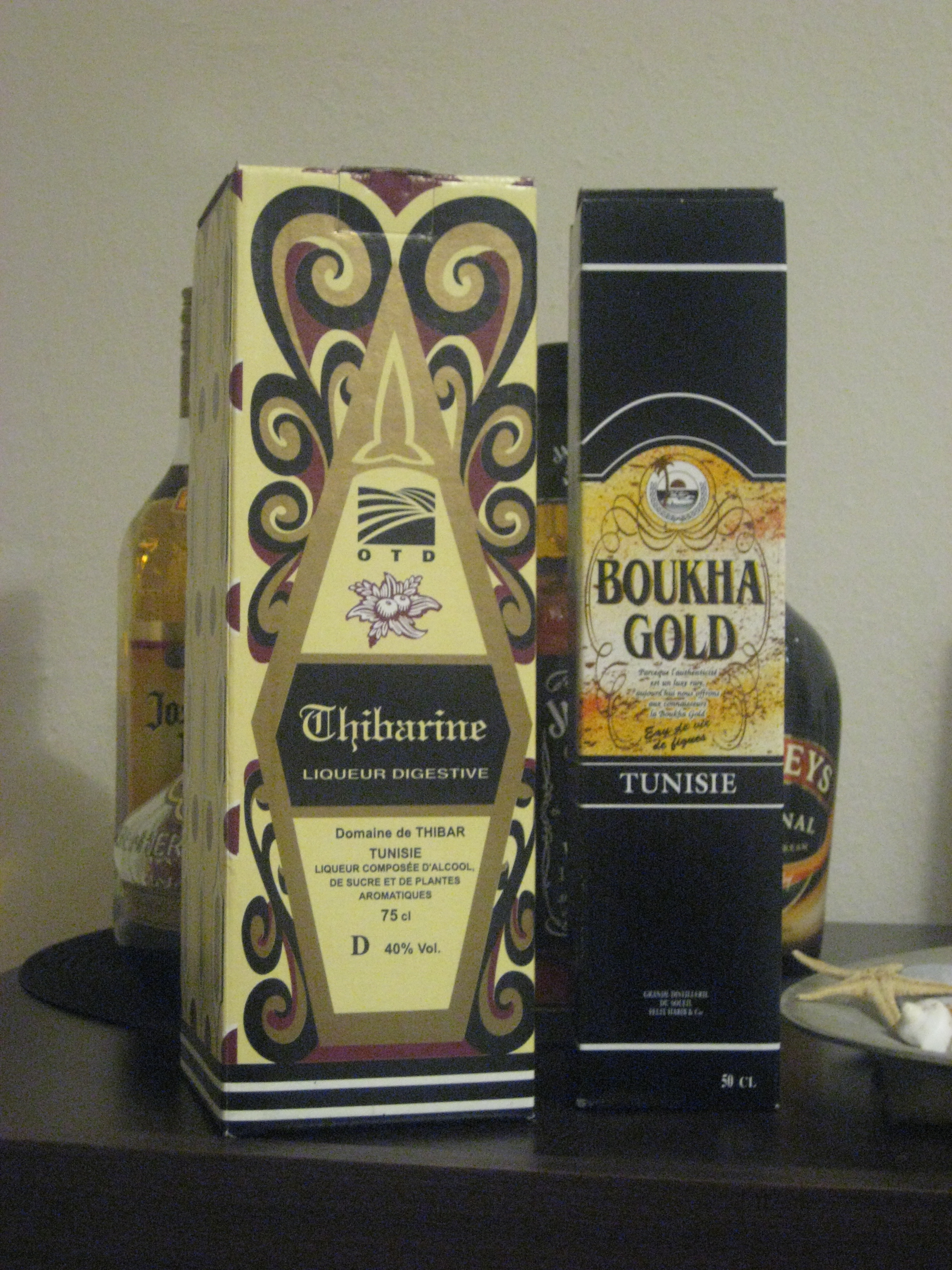
Thibarine po lewej (obok boukha)

Thibarine – likier daktylowy charakterystyczny dla kuchni północnej Tunezji.
Thibarine jest bardzo słodki i mocny (40%). Produkowany jest na bazie winogronowego spirytusu z dodatkiem syropów owocowych i ziół. Pierwowzór wytwarzali mnisi francuscy z okolic Thibar koło Thuggi. W obecnej postaci wytwarzany przez mnichów od 1857. Ścisła receptura jest utajniona.
Likier należy podawać w temperaturze pokojowej lub z lodem jako aperitif lub digestif.